# Saugwürmer bei Hunden

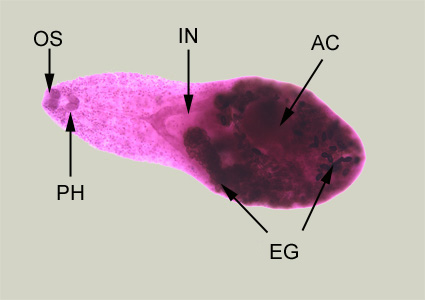
Adultes, karmingefärbtes Exemplar von Heterophyes heterophyes. OS – Mundsaugnapf, PH – Pharynx, IN – Darm, AC – Bauchsaugnapf, EG – Eier (mit Uterus).

Die meisten Saugwürmer bei Hunden parasitieren im Verdauungstrakt, vor allem im Dünndarm und in der Leber. Darüber hinaus gibt es außerhalb Europas einige Arten, welche die Lunge befallen und einige die in den Blutgefäßen schmarotzen. Saugwurminfektionen sind der tiermedizinischen Praxis deutlich seltener als Fadenwurm- oder Bandwurminfektionen. In Mitteleuropa kommen nur die Darmegel Euparyphium melis, Cryptocotyle lingua und Apophallus-Arten sowie der Katzenleberegel vor, die aber alle bei Hunden kaum Krankheitserscheinungen auslösen. Da alle Saugwürmer Zwischenwirte benötigen, für alle europäischen Saugwürmer sind dies Fische, besteht die beste Krankheitsprävention darin, kein rohes Fischfleisch zu verfüttern. Die Diagnose kann durch den Nachweis der Eier im Kot erfolgen. Zur Behandlung eignet sich Praziquantel.

## Saugwürmer des Dünndarms (Darmegel)
Die Saugwürmer des Dünndarms haben meist keine oder nur eine geringe krankheitsauslösende Wirkung. Als Zwischenwirte dienen vor allem Fische. Zur Diagnostik werden Kotuntersuchungen zum Nachweis ihrer Eier eingesetzt.

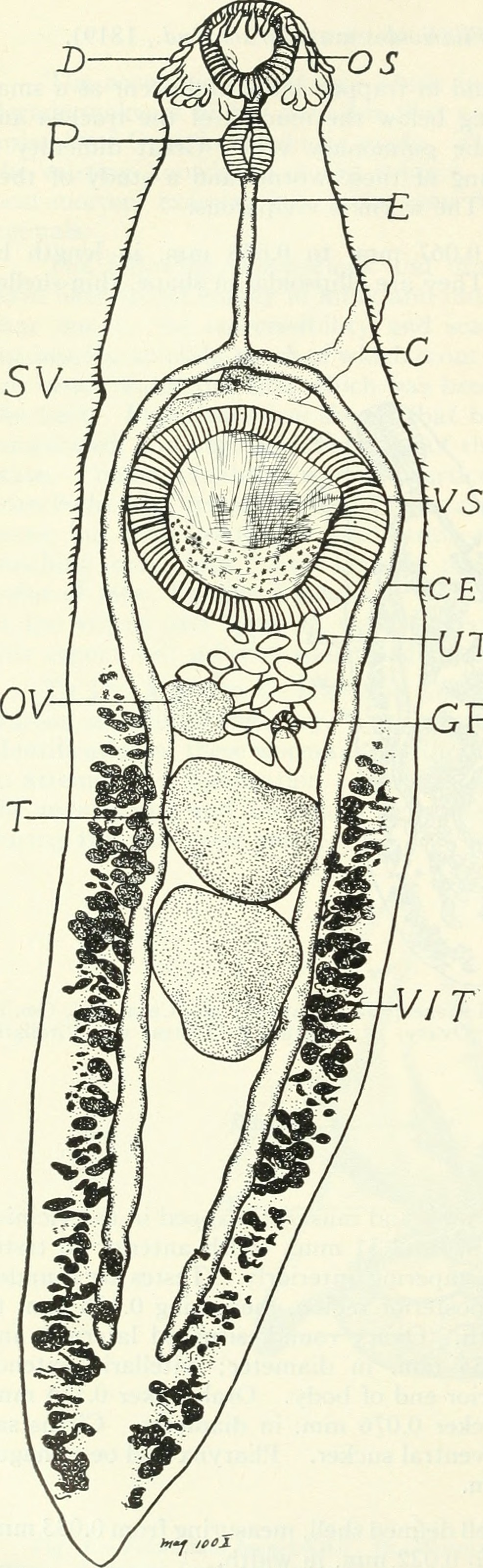
Euparyphium melis

Euparyphium melis kommt in Eurasien und Nordamerika vor. Er hat ein breites Spektrum an Endwirten und nutzt als Zwischenwirt Schnecken und als zweiten Kaulquappen. Auch Menschen können befallen werden. Der Saugwurm ist mit 3,5–12 mm Länge relativ groß und die gesamte Bauchseite ist mit kleinen Dornen besetzt.
Alaria alata ist ein 2 bis 6 mm langer Darmsaugwurm, der bei Haushunden seltener als bei wildlebenden Hundeartigen vorkommt und eine Alariose verursacht. Er ist vor allem in Osteuropa verbreitet. Erster Zwischenwirt sind Süßwasserschnecken, zweiter Frösche und Kröten. Schlangen und Nagetiere können als paratenische Wirte eingeschaltet sein. Die erwachsenen Saugwürmer heften sich an die Darmschleimhaut an, verursachen aber selten Krankheitserscheinungen. Stärkere Schäden lösen die freigesetzten wandernden Metazerkarien aus. Schwere Infektionen lösen eine Zwölffingerdarmentzündung mit teils blutigem Durchfall und Lungenschäden aus. In Nordamerika kommen eine Reihe weiterer Alaria-Arten vor: Alaria americana, Alaria minnesotae und Alaria michiganensis. Auch sie haben einen Entwicklungszyklus über Süßwasserschnecken und dann über Frösche und Kröten. Sie rufen meist keine Krankheitserscheinungen hervor.
Apophallus muhlingi (1,2–1,6 × 0,2 mm) und Apophallus donicus (0,5–1,2 × 0,2–0,4 mm) sind sehr kleine Saugwürmer. Sie kommen in Europa und Nordamerika vor, der erste Zwischenwirt ist unbekannt, der zweite sind Fische. Sie befallen bevorzugt fischfressende Seevögel und Robben, aber auch Infektionen von Hunden und Katzen können auftreten, verlaufen aber meist symptomlos. Der Schwarzflecken-Saugwurm (Cryptocotyle lingua) ist ebenfalls vor allem ein Parasit bei Meeresvögeln und Robben. Er kommt in Norddeutschland, Dänemark, Norwegen und dem Vereinigten Königreich vor. Erster Zwischenwirt ist die Große Strandschnecke, zweiter Fische. Der Parasit ist 0,5–2 mm lang und 0,2 bis 0,9 mm breit.
Hunde können durch mehrere Vertreter der Familie der Heterophyidae befallen werden. Heterophyes heterophyes, Heterophyes nocens und Heterophyes aequalis kommen in der Türkei, Asien und Ägypten vor und verursachen die Heterophyose. Metagonimus yokogawai, Metagonimus takahashii, Metagonimus katsuradai, Metagonimus miyatai und Metagonimus romanicus sind Auslöser der Metagonimose. Sie tritt in Asien und auf der Balkanhalbinsel auf. Pygidiopsis genata kommt in Rumänien, Nordafrika und dem Nahen Osten, Pygidiopsis summa in Japan, Korea und Vietnam, Stellantchasmus falcatus von Vorder- bis Ostasien und Australien vor. Erster Zwischenwirt sind Schnecken, zweiter Fische. All diese Darmegel rufen meist keine Krankheitserscheinungen hervor. Auch die sich weltweit ausbreitende Zwergdarmegelart Haplorchis pumilio kann Hunde befallen.
Nanophyetus salmincola ist mit einer Länge von bis zu 2,5 mm ein sehr kleiner Saugwurm. Er kommt an der Nordwestküste der Vereinigten Staaten und im Osten Russlands vor. Erster Zwischenwirt sind Wasserschnecken, zweiter Lachsfische. Zur Infektion kommt es durch Aufnahme von rohem Fischfleisch. Der Saugwurm verursacht im Darm meist keine Schäden. Allerdings setzt er endosymbiotische Bakterien der Art Neorickettsia helminthoeca frei, die eine schwere, unbehandelt häufig tödliche Allgemeinerkrankung, die Nanophyetiose verursachen.
Echinochasmus perfoliatus ist 2–4 mm lang und hat Schnecken als ersten und Fische als zweiten Zwischenwirt.

## Saugwürmer der Leber (Leberegel) und der Bauchspeicheldrüse (Pankreasegel)

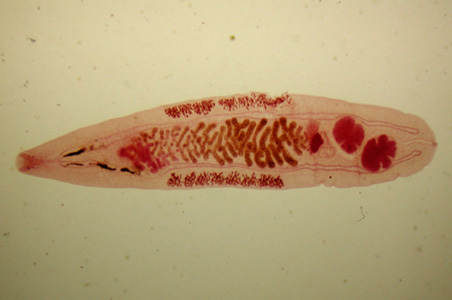
Katzenleberegel

Ein Leberegelbefall ist beim Hund sehr selten. Es gibt lediglich episodische Einzelfallberichte, wo diese Parasiten Leberabszesse und Gallengangsentzündungen verursachen. Am ehesten kommen in Europa Infektionen mit dem Katzenleberegel (Opisthorchis felineus) vor, der in Osteuropa, aber auch im östlichen Brandenburg endemisch ist. In Europa und Indien kommt Pseudamphistomum truncatum vor, ist aber ohne größere medizinische Bedeutung. Er kann auch die Bauchspeicheldrüse (Pankreas) befallen. In Nordamerika können Infektionen mit dem amerikanischen Leberegel Metorchis conjunctus und in Ostasien mit dem Chinesischen Leberegel (Clonorchis sinensis) auftreten. Alle vorgenannten Leberegel haben Fische als zweiten Zwischenwirt. Gelegentlich kommt auch ein Befall mit Parametorchis complexus vor, sein Zwischenwirt ist unbekannt, vermutlich sind es Süßwasserschnecken.

## Saugwürmer der Lunge (Lungenegel)

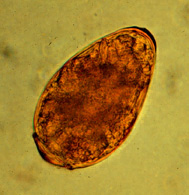
Ei von Paragonimus westermani

Der Orientalische Lungenegel (Paragonimus westermani) kommt in den Küstengebieten Asiens und Nordamerikas vor und befällt eine Reihe von Wirten, darunter auch Hunde. Er löst die Bildung von Zysten in der Lunge aus, die zu herdförmigen Emphysemen und Verklebungen des Rippenfells führen können. Klinisch verursacht er kaum Symptome, er ist eher von gesundheitspolitischer Bedeutung, da er auch den Menschen befällt. Er kann durch Nachweis der Eier im Kot oder im Sputum nachgewiesen werden. Erster Zwischenwirt sind Schnecken, zweiter Krabben und Großkrebse, weshalb rohes Krebsfleisch nicht verfüttert werden sollte. Für den in Südafrika und Nordamerika vorkommenden Lungenegel Paragonimus kellicotti gilt das Gleiche.

## Saugwürmer der Blutgefäße
Die Pärchenegel Schistosoma spindale und Schistosoma japonicum kommen in Teilen Asiens vor, haben Schnecken als Zwischenwirt und befallwn die Venen des Gekröses. Sie sind primär Parasiten bei Huftieren, der Befall bei Hunden ist selten. Schistosoma incognitum tritt bei Schweinen und Hunden auf und besiedelt ebenfalls die Gekrösevenen. Zwischenwirt sind Schlammschnecken der Gattung Radix. Der Befall wird als Schistosomiasis oder Bilharziose bezeichnet und verläuft meist harmlos. Schistosoma japonicum befällt auch den Menschen.
Heterobilharzia americana kommt in den Südstaaten der Vereinigten Staaten vor. Er ist vor allem ein Waschbärparasit, in Gebieten mit hoher Waschbärdichte kommen aber auch Infektionen bei Hunden vor. Wie die Schistosoma-Arten befällt der Parasit die Gekrösevenen und kann Durchfall und Erbrechen auslösen. Zwischenwirt sind Süßwasserschnecken, die freischwimmenden Zerkarien können durch die Haut des Hundes eindringen und reifen in Leber und Lunge heran. Über die Pfortader gelangen sie in die Gekrösevenen, wo die Paarung stattfindet. Die Eier penetrieren mithilfe von eiweißspaltenden Enzymen die Darmwand und gelangen mit dem Kot nach außen. Zu beachten ist, dass sie mit den herkömmlichen Flotationsverfahren nicht erfasst werden können.